# Nathan White
Nathaniel Jason White (Hawera, 4 settembre 1981) è un ex rugbista a 15 e allenatore di rugby a 15 neozelandese, internazionale per l'Irlanda con cui disputò in carriera 13 incontri tra il 2015 e il 2016, anno del suo ritiro agonistico.

## Biografia
Nativo di Hawera (Taranaki), White rappresentò la viciniore provincia di Waikato in campionato interprovinciale a partire dal 2002; nel 2006, oltre a esordire in Super 14 con la collegata franchise degli Chiefs, vinse anche il campionato con Waikato.
A settembre 2011, il giorno dopo il suo trentesimo compleanno, rese nota la sua decisione di lasciare la Nuova Zelanda per firmare un contratto di una stagione per la franchise irlandese del Leinster a seguito del mancato rinnovo dell'impegno da parte degli Chiefs.
Dopo la vittoria in Heineken Cup 2011-12 White passò all'altra franchise irlandese del Connacht e nel 2015 debuttò anche per l'Irlanda avendo acquisito per residenza triennale il diritto a rappresentare la Nazionale dell'isola; prese quindi parte alla Coppa del Mondo di rugby 2015 in Inghilterra e l'anno successivo al Sei Nazioni 2016.
Alla fine della stagione di Pro12 2015-16, conclusasi con la prima storica vittoria di Connacht nel torneo, White annunciò il suo forzato ritiro per ragioni mediche; a dicembre 2016 divenne, fino al termine della stagione, assistente alla mischia dello stesso Connacht.

## Palmarès
- Pro12: 1
Connacht: 2015-16
- Heineken Cup: 1
Leinster: 2011-12
- National Provincial Championship: 1
Waikato: 2006